# Kolonie Singapore
De Britse kolonie Singapore was van 1824 tot 1946 onderdeel van de  Britse kolonie Straits Settlements en vanaf 1946 tot 1963 een aparte Britse kroonkolonie. Van 1942 - 1945 was het bezet door Japan en in 1959 kreeg de kolonie zelfbestuur. In 1963 werd Singapore een onderdeel van Maleisië en in 1965 werd het een onafhankelijke republiek.

## Stichting van Singapore
Singapore werd in 1819 gesticht door Thomas Raffles. Hij liet een handelspost bouwen en legde daarmee het fundament voor de latere stad Singapore.

## Singapore en de Straits settlements

de vlag van de Straits Settlements (1874-1942)

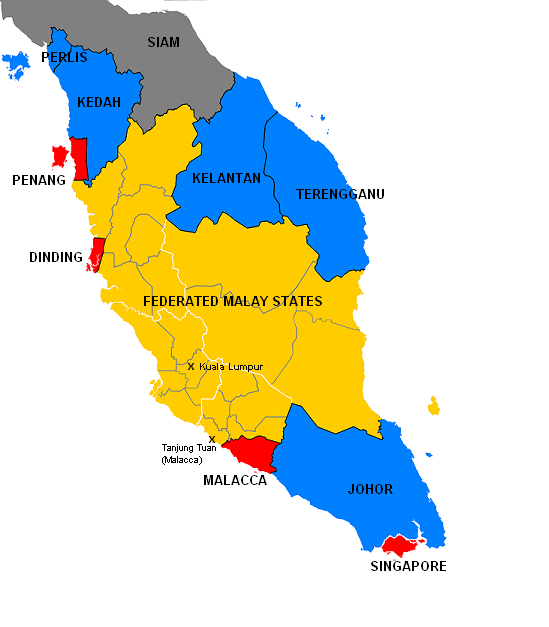
De rode gebieden zijn de Straits Settlements

In 1824 sloten de Nederlanders en de Britten het verdrag van Londen waarin werd vastgelegd dat de Nederlandse invloedssfeer zich voortaan zou beperken tot de Indonesische archipel, en de Britten zeggenschap kregen over het schiereiland Malakka en delen van Borneo. De zogenoemde Straits Settlements bestonden uit vier kolonies, Singapore (met inbegrip van de Cocoseilanden en Christmaseiland), Dinding, Penang en Malakka. In 1876 werden de Straits Settlements een kroonkolonie waardoor ze niet langer vanuit Brits-Indië⁣, maar vanuit Londen werden bestuurd. Het schiereiland werd in 1942 bezet door Japanse strijdkrachten. In 1945 kwamen het gebied weer onder Brits bestuur, maar de Straits settlements werden ontbonden. In plaats daarvan werd Singapore een onafhankelijke kolonie en Malakka en Penang werden delen van de Unie van Malakka.